# Tríptico de São Pedro Mártir
O Tríptico de São Pedro Mártir (em italiano: Trittico di San Pietro Martire), ou Tríptico de São Pedro de Verona, é uma obra do mestre pintor renascentista Fra Angelico, executada por volta de 1428-1429. Integra a coleção do Museu Nacional de São Marcos em Florença.

## História
É a primeira obra documentada de Fra Angelico, vindo do convento de San Pietro Martire. Um documento de 30 de março de 1429 anotou a soma de 20 florins devida ao convento de San Domenico em Fiesole, onde o pintor era monge.
De acordo com alguns historiadores de arte, podia ser contemporânea da Virgem com o Menino e Santa Ana de Masaccio e Masolino da Panicale (1424-1425), embora falte o uso de compartimentos que à época eram muito usados.

## Descrição
No centro da obra figura uma Maestà (Madona com o Menino) e nas tábuas laterais figura os santos Domingos, João Batista, Pedro de Verona e Tomás de Aquino. Figuram também um Anjo da Anunciação, a Anunciação e, ao centro, um Cristo a Abençoar, além de cenas da vida de São Pedro de Verona (Pregação e Martírio).
A Madona está sentada num assento brocado, com o Menino sentado ao colo. Tem uma âmbula (um antigo frasco romano), uma referência à âmbula de Maria Madalena e à paixão de Jesus. O Menino veste uma túnica ricamente decorada e tem nas mãos um orbe simbolizador do seu poder, enquanto a outra mão tem um gesto de bênção. A relativa falta de decoração, quando comparada com a anterior Pala di Fiesole (1424-1425), que ainda era muito baseada no estilo de Gentile da Fabriano, mostra a crescente influência de Masaccio e uma abordagem mais realista.